# عبود على الحدود
عبود على الحدود هو فيلم مصري من إنتاج عام 1999، إخراج شريف عرفة وبطولة الفنان الكوميدي الراحل علاء ولي الدين، ويشاركه البطولة أحمد حلمي، كريم عبد العزيز، والفنان الكبير حسن حسني.

## قصة الفيلم
يحكي الفيلم عن عبود الذي يفرض عليه والده الدخول للجيش لأداء الخدمة العسكرية، إلا أن عبود يرفض الدخول إلى الخدمة العسكرية، ويحاول أن يحضر مستمسك طبي وهو يحوي على أن البدين يُعفى من أداء الخدمة في الجيش بسبب بدانته، إلا أن القدر يحول دون ذلك ويرضخ للأمر الواقع مع اثنين من زملاءه.

## فريق العمل
إخراج: شريف عرفة

تأليف: أحمد عبد الله

### بطولة
- علاء ولي الدين
- كريم عبد العزيز
- أحمد حلمي
- عزت أبو عوف
- غادة عادل
- حسن حسني
- محمود عبد المغني
- سعيد طرابيك
- أحمد عقل
- محمد يوسف

## وصلات خارجية
- عبود على الحدود على موقع IMDb (الإنجليزية)
- عبود على الحدود على موقع قاعدة بيانات الفيلم (الإنجليزية)
- عبود على الحدود على موقع ليتربوكسد (الإنجليزية)
- عبود على الحدود على موقع كينوبويسك (الروسية)